# یواس‌اس پادوکا (پی‌جی-۱۸)
یواس‌اس پادوکا (پی‌جی-۱۸) (به انگلیسی: USS Paducah (PG-18)) یک کشتی بود که طول آن ۲۰۰ فوت ۵ اینچ (۶۱٫۰۹ متر) بود. این کشتی در سال ۱۹۰۴ ساخته شد.